# Sáros (település)
Sáros (románul: Șoarș, németül: Scharosch bei Fogarasch vagy egyszerűen Scharosch, szászul Schuarsch) falu és községközpont Romániában, Brassó megye nyugati részén. Az 1968-ban létrehozott Sáros község központja. Az erdélyi szászok egyik legrégibb települése, okmányban már 1206-ban említik. Erődített gótikus temploma a 15. századból származik, és valószínűleg egy román kori bazilika alapjaira építették. A 20. század második felétől a hanyatlás és az elvándorlás jellemzi.

## Nevének eredete
Neve magyar eredetű, azonban nem jellemzi a falut, mivel környékén nincsenek mocsaras, lápos területek. Ha voltak is valaha ilyenek, mára átadták helyüket a szántóföldeknek és legelőknek.
1206-ban Sars néven említik. 1289-ben és 1293-ban Sarustelek, 1389-ben és 1449-ben Schars. Feljegyezték a Nagysáros és Groß-Scharosch neveket is. Mai hivatalos román Șoarș neve 1839-ben jelenik meg először.

## Fekvése
Brassótól 60 (közúton 80) kilométerre északnyugatra, Fogarastól 10 (közúton 14) kilométerre északra fekszik, a DJ104D és DJ105A megyei utak kereszteződésénél.

## Története
Legelőször 1206-ban említették határfaluként egy II. András magyar király által kiadott adománylevélben, Sars alakban. 1389-ben Nagysinkszékhez, a szászok egyik közigazgatási területéhez tartozó falvak között szerepelt. 1500 körül 38 háztartást számlált, a faluban pedig iskola és malom is működött. 1532-ben már 60 háztartást írtak össze, és Nagysinkszék plébániájaként említik. 1563-ban határvitájuk volt Boldogvárossal, 1587-ben pedig Báránykúttal.
Korai, román stílusú bazilikájának építési ideje ismeretlen, a mai gótikus csarnoktemplom a 15. században épült. A 16. század elején megerősítették, védemelettel látták el, és kapuművel, védőtornyokkal ellátott, sokszögű kerítőfalat építettek köréje. 1635-ben a királybíró utasítására az egyházközség vásárolt egy 1541-ben Wittenbergben Hans Lufft által nyomtatott Luther-Bibliát, 8 forint 43 krajcárért. 1765-ben nagy tűzvész pusztított a településen. A jelenlegi parókiaépület 1828-ban épült. A tagosításra 1889–1896 között került sor. 1900 körül a várfalakat lebontották.
Sáros 1389-ig Fehér vármegye része volt, majd kisebb megszakításokkal 1876-ig Nagysinkszékhez tartozott; ekkor Nagy-Küküllő vármegye Nagysinki járásának része lett. A román hatalomátvétel után Nagy-Küküllő majd Fogaras megye, 1950-től Szeben majd Brassó (Sztálin) régió része volt. 1968-tól Brassó megye része és az öt faluból álló Sáros község központja.
A falu lakossága a 19. század közepétől a 20. század közepéig 1000-1100 körül mozgott, abszolút német (szász) többséggel. 1910-ben 1127 lakosából 714 német, 396 román, 17 magyar volt; 712 evangélikus, 398 ortodox, 13 református. A 20. század második felében népessége csökkent, német lakosságát elvesztette. 2011-ben 513 ember lakta, közülük 455 vallotta magát románnak, 17 németnek, 9 magyarnak, 9 cigánynak.

## Leírása
Fő látványossága a sárosi erődtemplom, mely országos jelentőségű műemléknek számít. Műemlékként tartják nyilván az evangélikus parókia épületét is.